# Brachythecium sublaetum
Brachythecium sublaetum är en bladmossart som beskrevs av Brotherus 1910. Brachythecium sublaetum ingår i släktet gräsmossor, och familjen Brachytheciaceae. Inga underarter finns listade i Catalogue of Life.